# Lauxania
Lauxania är ett släkte av tvåvingar. Lauxania ingår i familjen lövflugor.

## Dottertaxa tillLauxania, i alfabetisk ordning[1][2]
- Lauxania aeneiventris
- Lauxania albipes
- Lauxania albiseta
- Lauxania albovittata
- Lauxania anceps
- Lauxania argyrostoma
- Lauxania atrovirens
- Lauxania bilobata
- Lauxania capucina
- Lauxania chlorogastra
- Lauxania clypeata
- Lauxania cyanea
- Lauxania cylindricornis
- Lauxania duplicans
- Lauxania flavipes
- Lauxania flavohalterata
- Lauxania gagatina
- Lauxania glabrifrons
- Lauxania humilis
- Lauxania indistincta
- Lauxania kafarista
- Lauxania kerzhneri
- Lauxania martineki
- Lauxania metallica
- Lauxania minor
- Lauxania minuens
- Lauxania nasalis
- Lauxania nigrimana
- Lauxania oblonga
- Lauxania peregrina
- Lauxania polita
- Lauxania pulchra
- Lauxania seticornis
- Lauxania shewelli
- Lauxania siciliana
- Lauxania sonora
- Lauxania torso
- Lauxania vitripennis
- Lauxania zinovjevi